# Austmarka

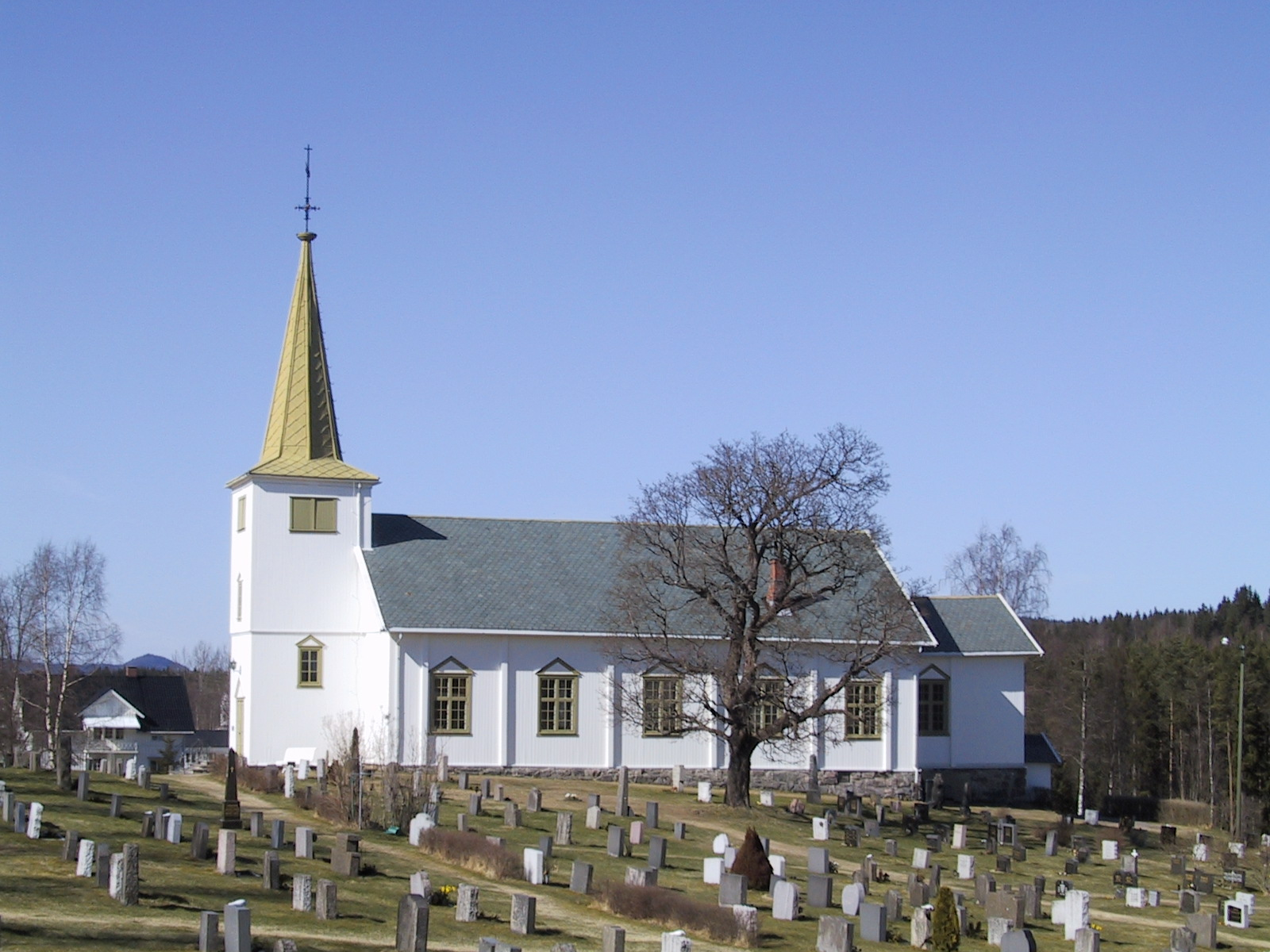
Iglesia de Austmarka

Austmarka es una localidad noruega del municipio de Radøy, en el condado de Hordaland. Está situada en el extremo sur de la isla de Radøy a 2 km al este de Sæbø y a 5 de Alverstraumen (Lindås).
Tiene una extensión de 0,22 km² y una población (de acuerdo con el censo de 2013) de 385 habitantes (1750 hab./km²)